# Lake View (Texas)
Lake View is een plaats (census-designated place) in de Amerikaanse staat Texas, en valt bestuurlijk gezien onder Val Verde County.

## Demografie
Bij de volkstelling in 2000 werd het aantal inwoners vastgesteld op 167.

## Geografie
Volgens het United States Census Bureau beslaat de plaats een oppervlakte van
1,3 km², geheel bestaande uit land.

## Plaatsen in de nabije omgeving
De onderstaande figuur toont nabijgelegen plaatsen in een straal van 24 km rond Lake View.